# Sergentomyia linearis
Sergentomyia linearis är en tvåvingeart som beskrevs av Lewis 1978. Sergentomyia linearis ingår i släktet Sergentomyia och familjen fjärilsmyggor. Inga underarter finns listade i Catalogue of Life.